# Rebellen
Rebellen war eine deutschsprachige anarchistische Zeitung. Die Zeitung trug der Untertitel Das Blatt der schwarzen Schar und erschien von 1925 bis 1926 in Berlin unter Walter Lenz im Verlag Willi Grebel. Nachfolger war die Zeitschrift Flammenzeichen, die zusammen mit dem Bund Roter Matrosen veröffentlicht wurde.

Titelblatt der Zeitung „Rebellen“